# Förstakammarvalet i Sverige 1917
Förstakammarvalet i Sverige 1917 var ett ordinarie val i Sverige till riksdagens första kammare. Valet genomfördes med ett proportionellt valsystem i september månad 1917.
Valet hölls i fem valkretsar, utgörande den tredje valkretsgruppen: Uppsala läns valkrets, Kalmar läns södra valkrets, Malmöhus läns valkrets, Göteborgs stads valkrets och Jämtlands läns valkrets. Ledamöterna utsågs av valmän från det landsting som valkretsarna motsvarade. För de städer som inte ingick i landsting var valmännen stadsfullmäktige.
Ordinarie val till den tredje valkretsgruppen hade senast ägt rum 1911, samtidigt som ett icke ordinarie val hölls i hela riket efter första kammaren hade upplösts.

## Valresultat
| Parti                | Parti                                     | Partiledare          | Röster | Röster | Mandatfördelning | Mandatfördelning |
| Parti                | Parti                                     | Partiledare          | Antal  | +−     | Antal            | +−               |
| -------------------- | ----------------------------------------- | -------------------- | ------ | ------ | ---------------- | ---------------- |
|                      | Allmänna valmansförbundet                 | Arvid Lindman        | 145    | ▲2     | 14               | ▼2               |
|                      | Frisinnade landsföreningen                | Ernst Beckman        | 64     | ▼10    | 8                | ▲1               |
|                      | Sveriges socialdemokratiska arbetareparti | Hjalmar Branting     | 45     | ▲16    | 3                | ▲1               |
|                      | Övriga                                    |                      | 0      | ▼3     | 0                | 0                |
| Antal giltiga röster | Antal giltiga röster                      | Antal giltiga röster | 254    | ▲5     | 25               |                  |

- Antalet valmän utgjorde 254. Av dessa deltog samtliga (100,0 %) i valet.